# شهرستان ساکرامنتو (کالیفرنیا)
شهرستان ساکرامنتو (به انگلیسی: Sacramento County) نام یک شهرستان در ایالت کالیفرنیا در آمریکا است.